# Broken Blossoms (1919)
Broken Blossoms or The Yellow Man and the Girl is een Amerikaanse dramafilm uit 1919 onder regie van D.W. Griffith. De film werd destijds in Nederland uitgebracht onder de titel De groote zonde.

## Verhaal
Cheng Huan gaat naar Groot-Brittannië om het boeddhisme te verkondigen. Hij wordt er al spoedig ontgoocheld door de vreemdelingenhaat en hij begint een winkeltje. Zo maakt hij op een dag kennis met Lucy, die wordt mishandeld door haar wreedaardige vader. Hij biedt Lucy onderdak, maar haar vader wordt razend, wanneer hij merkt dat zijn dochter ingetrokken is bij een buitenlander.

## Rolverdeling
| Acteur              | Personage        |
| ------------------- | ---------------- |
| Lillian Gish        | Lucy             |
| Richard Barthelmess | Cheng Huan       |
| Donald Crisp        | Battling Burrows |
| Arthur Howard       | Impresario       |
| Edward Peil sr.     | Evil Eye         |
| George Beranger     | Spion            |
| Norman Selby        | Bokser           |